# 潔奇·愛因斯萊
潔奇·愛因斯萊（英語：Jacqui Ainsley，1981年11月28日—），英國女模特兒。目前所屬經紀公司為位於英國倫敦的Premier Model Management。

## 來歷
愛因斯萊是於2002年時在牛津街被模特兒星探所發掘。她的第一個出道作品是在男歌手大流士.坎貝爾所唱的「Colourblind」這首歌的MV中出演。曾接過一些廠商的廣告代言，上過一些流行雜誌的封面，也曾在詹姆士龐德系列電影：誰與爭鋒的片頭畫面演出火女。
近期的代表作品是PlayStation 3上的電子遊戲：暴雨殺機，她作為麥迪遜‧佩姬（Madison Paige）這個虛構角色的原型，同時也擔任該角色的動作捕捉工作，麥迪遜的臉部、身體以及物理動作都是基於愛因斯萊透過動作捕捉技術而來。

## 人物
愛因斯萊的興趣十分地廣泛，喜好音樂、海、潛水、攝影、舞蹈、旅行……等。喜歡吃的食物是壽司，也熱愛運動，最喜歡的是籃球和滑雪，同時也對閱讀、戲劇、電影感興趣。她曾表示她樂於嘗試各種體驗去學習新的技能。
愛因斯萊也常參與支援兒童傷害全國協會、英國癌症研究中心以及鯨豚保育協會的公益活動。
而她對於自己過去的作品中，比較喜歡的是所有的女內衣廣告、暴雨殺機、Lynx的廣告以及詹姆士龐德系列電影：誰與爭鋒的片頭客串。
愛因斯萊曾於2003年與她初次合作的對象大流士.坎貝爾交往，但兩人已於2004年分手。
疑似是蓋·瑞奇的新女友，傳媒的評論表示愛因斯萊的外表與蓋·瑞奇的前妻瑪丹娜非常地相似。
現已和蓋·瑞奇訂婚，兩人育有三名子女。

## 外部連結
- Jacqui Ainsley - Official Website
- Premier Model Management London
- Facebook | Jacqui Ainsley
- Jacqui Ainsley on Twitter （页面存档备份，存于）